# Barry Phillips-Moore
Barry Phillips-Moore, né le 9 juillet 1937 à Adélaïde et mort le 29 juin 2023, est un joueur de tennis australien.

## Carrière
Barry Phillips-Moore a connu une carrière particulièrement longue, étalée du milieu des années 1950 à la fin des années 1970. Ayant disputé plus de 1000 matchs, il compte 20 participations à l'Open d'Australie, y atteignant les demi-finales en 1961 et 1968. Il est aussi huitième de finaliste du tournoi de Roland-Garros à trois reprises : en 1961, en 1962 et en 1972.
Il se rend en Europe pour la première fois en 1959 et y retourne trois ans de suite, remportant plusieurs tournois secondaires à Cannes, Beaulieu-sur-Mer, Garmisch-Partenkirchen, Wiesbaden, Lyon ou encore Beckenham. Après cinq ans à l'écart du circuit, il fait son retour en 1968 avec l'apparition de l'ère Open. Il s'illustre entre autres à Auckland en 1968, Knokke-Heist en 1970, Stuttgart en 1972 mais aussi Santander en 1973. Particulièrement actif dans les années 1970, il dispute encore 45 tournois en 1974. À 40 ans passés, il gagne encore deux tournois Satellites en Suisse à Crans Montana et Neuchâtel.

## Palmarès

### Titre en simple messieurs
| No | Date       | Nom et lieu du tournoi     | Catégorie  | Surface | Finaliste  | Score                   |  |
| -- | ---------- | -------------------------- | ---------- | ------- | ---------- | ----------------------- |  |
| 1  | 31-01-1968 | New Zealand Open, Auckland | Grand Prix | NC      | Onny Parun | 6-3, 6-8, 1-6, 6-3, 6-2 |  |

### Finale en simple messieurs
| No | Date       | Nom et lieu du tournoi                    | Catégorie  | Surface      | Vainqueur       | Score              |  |
| -- | ---------- | ----------------------------------------- | ---------- | ------------ | --------------- | ------------------ |  |
| 1  | 22-07-1974 | Tournoi de tennis des Pays-Bas, Hilversum | Grand Prix | Terre (ext.) | Guillermo Vilas | 6-4, 6-2, 1-6, 6-3 |  |

### Titre en double messieurs
| No | Date       | Nom et lieu du tournoi                               | Catégorie  | Dotation | Surface         | Partenaire    | Finalistes                | Score    |  |
| -- | ---------- | ---------------------------------------------------- | ---------- | -------- | --------------- | ------------- | ------------------------- | -------- |  |
| 1  | 03-02-1975 | Arkansas International Tennis Tournament Little Rock | Grand Prix | 25 000 $ | Moquette (int.) | Marcello Lara | Jeff Austin Charles Owens | 6-4, 6-3 |  |

### Finale en double messieurs
| No | Date       | Nom et lieu du tournoi                         | Catégorie  | Dotation | Surface      | Vainqueurs                     | Partenaire  | Score         |  |
| -- | ---------- | ---------------------------------------------- | ---------- | -------- | ------------ | ------------------------------ | ----------- | ------------- |  |
| 1  | 04-12-1972 | Tournoi de tennis de Buenos Aires Buenos Aires | Grand Prix | NC $     | Terre (ext.) | Jaime Fillol Jaime Pinto-Bravo | Iván Molina | 2-6, 7-6, 6-2 |  |